# Didot család
A Didot család egy francia nyomdász- és könyvkereskedő-család, melynek tagjai mintegy kétszáz éven át vezető szerepet töltöttek be Franciaország nyomdászatának történetében. Az ő nevükhöz fűződnek a 18. században népszerű legszebb rézmetszettel illusztrált könyvek, illetve ők teremtettek olyan új antikvát is, mely a francia klasszicizmus kiemelkedő könyveinek nyomtatása során volt használatos. Emellett több olyan találmányt is létrehoztak (pl. tipográfiai pontrendszer, sztereotípia stb.), melyekkel elősegítették a nyomdaipar technikai fejlődését, illetve a későbbiekben – a nagyipari korszakban – őrizték a régi könyvművészeti tradíciókat. A Didot-k – hasonlóan az Olaszországban működő Giambattista Bodonihoz – mesterségüket nem pusztán kenyérkeresetnek tartották, hanem hivatást láttak abban. A kiemelkedő egyéniségekből álló népes család tevékenysége négy generáción keresztül volt meghatározó.

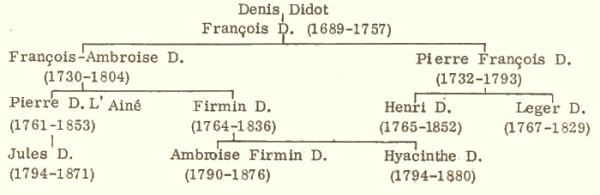
A Didot család fő képviselőit bemutató családfa

## Első generáció

### François Didot
Mivel a család első tagjának, Denis Didot-nak (aki nyomdász és kiadó volt) tevékenységéről nincsenek adatok, a nyomdászattörténet alapítóként François Didot-t (1689-1757) említi. François Didot nyomdáját 1713-ban Párizsban nyitotta meg, s Prévost abbé barátjaként – több híres kiadvány mellett – kiadta annak 20 kötetes, Histoire générale des voyages című munkáját. Tizenegy gyermeke közül ketten, François-Ambroise és Pierre-François követték apjukat a nyomdászpályán – az ő utódaik révén pedig a nyomdászcsalád két részre szakadt.

## Második generáció

### François-Ambroise Didot

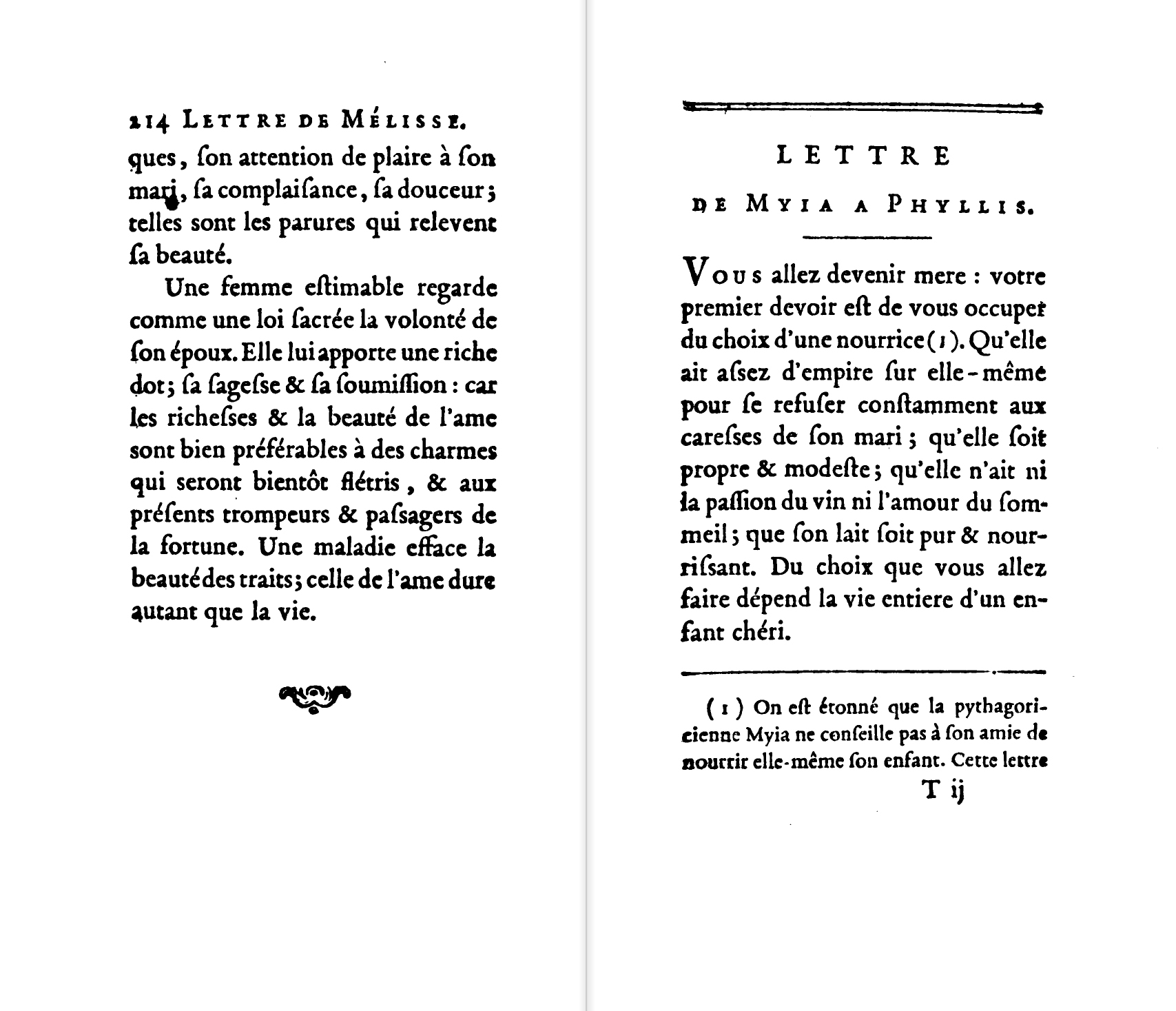
Részlet egy François-Ambroise Didot által nyomtatott kiadványból (1782–1783)

François Didot két fia közül François-Ambroise Didot (1730–1804) volt tehetségesebb, s lett ismertebb több találmányával és művészileg-tartalmilag is jelentős kiadványaival. Fontos kezdeményezései és találmányai közé sorolható az öntött űrtöltők alkalmazása (a szavak közti hézagok kitöltésére a szedésben), a tipográfiai pontrendszer és a nyomdai sajtó tökéletesítése, a velinpapír feltalálása, valamint az új antikva-betűtípus metszése.
A betűk nagyságát szabályozó tipográfiai pontrendszer (tipometria) tökéletesítésével Pierre Simon Fournier kísérleteit folytatta, s tulajdonképpen rendet teremtett a korábbi zűrzavaros helyzetben, amikor szinte valamennyi betűkészítő saját, egyéni rendszert alkalmazott a betűk nagyság szerinti osztályozására. François-Ambroise alapegységnek a tipográfiai pontot tartotta, amely 0,376 mm-nek felelt meg (1 m = 2660 tipográfiai pont). Rendszere széles körben elterjedt. Innentől kezdve a betűk, illetve a szedéshez szükséges egyéb anyagok magasságát pontban fejezték ki, a tipometriát pedig szinte kötelező szabványnak tekintették. Ez az egységesítés előfeltétele volt a nyomdászat nagyipari korszakában bekövetkező szedés gépesítésének.
Az általa 1780-ban feltalált velinpapír előzményének Baskerville forró lemezek közé préselt papírja tekinthető. Ez a sima és fehér papírfajta egyike a legfinomabb nyomtatópapíroknak, melyen kimondottan jól érvényesültek annak az 1775-ben megalkotott új, klasszicista antikvának a hajszálvékony vonalai is, amely szintén François-Ambroise Didot nevéhez fűződik. Ez a szép antikva-típus – amely az egyik legelterjedtebbnek számított a 19. században – végleges formáját majd feltalálójának fiától, Firmin Didot-tól kapta. François-Ambroise a betűkép modernesítése érdekében – szemben a garmond típus egyforma vonalazásával – gondosan megkülönböztette a vastag és vékony vonalrészeket, s ezen elv alapján sokak tetszését elnyerő egész típussorozatokat is tervezett.
Kitűnő munkásságára a francia udvar is felfigyelt: XVI. Lajos rendeletére ő nyomtathatta azokat a klasszikusokat, amelyek a jövendő uralkodó, a dauphin oktatására szolgáltak. A könyvek címlapját „ad usum Delphini” (a dauphin használatára) felirattal jelölték, és mindent eltávolítottak a szövegből, amit a dauphin számára károsnak tartottak. Kiadványai közül továbbá kiemelkedik Tasso kétkötetes Megszabadított Jeruzsáleme (1784–1786) és Paul Jérémie Bitaubé Homérosz-fordítása 12 kötetben (1787–1788).
François-Ambroise Didot halála (1804) után két fia vette át a vállalatot: Pierre Didot a nyomdát és a kiadót, Firmin Didot pedig a betűöntödét örökölte, és harmonikusan együttműködve jelentékeny klasszicista munkákat hoztak létre.

### Pierre-François Didot
François-Ambroise testvére, Pierre-François Didot (1732–1793) a könyvnyomtatás további tökéletesítése kapcsán, valamint a betűöntés és főként a papírgyártás terén alkotott maradandót. Essonnesben megalapította híressé vált papírgyárát, korábbi korrektora, Louis Robert pedig itt állította fel a világ első papírgyártógépét. A forradalom alatt ebben a papírgyárban készítették az assignatákhoz (papírpénzhez) szükséges papirost is.

## Harmadik generáció

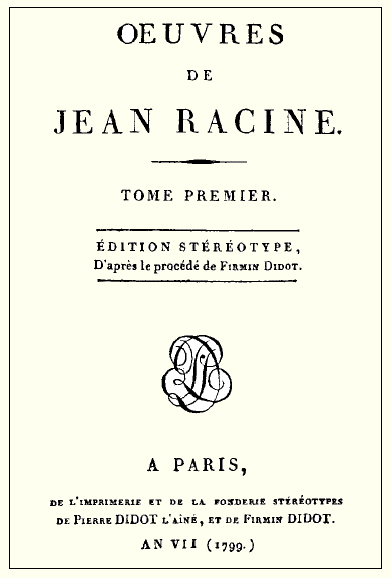
Pierre és Firmin Didot „sztereotip” Racine kiadásának egy címoldala. (1799)

### Pierre Didot
Pierre Didot (1761–1853), François-Ambroise Didot fia szintén nagy odaadással szolgálta a betűművészetet. Egyetértett a rokokó könyvdísz száműzésével, s az angol Baskerville azon nézetével, miszerint „a könyvnek megvan a maga saját formanyelve, mely a betűk jóságával és kellő rendjével hat, s nincs szüksége illusztratív, ornamentális eszközökre, melléktermékekre”. A nyomdát 1789-ben, a forradalom kitörésének évében vette át, s olyan kiváló munkát végzett, hogy – miután az Állami Nyomda 1789-ben elhagyta a Louvre helyiségeit – műhelyét a Louvre-ba helyezték át. Itt az új antikvával állította elő az úgynevezett Louvre-kiadások (Éditions du Louvre) értékes művekből álló, Franciaországban és külföldön is egyaránt nagyhírű sorozatát. A sorozat tagjaként, kis példányszámban megjelent művek mind szövegük pontosságát, mind pedig tipográfiai szépségüket tekintve híres alkotásai a nyomdászattörténetnek. A Vergilius-foliokiadással (1798) induló sorozat kiemelkedő darabjai még Horatius (1799) és Racine (3 kötet, 1801–1805) művei, valamint La Fontaine meséi és Voltaire Henriade-ja. Kiadványai közül a Racine-kiadás keltette a legnagyobb feltűnést, melyet a kortársak minden idők legnagyobb nyomdászati teljesítményeként tartottak számon. Pierre Didot nyomdájában kis formátumú, különösen olcsó nyomtatványokat is adott ki, melyekhez felhasználta öccse, Firmin Didot találmányát, a sztereotípiát.

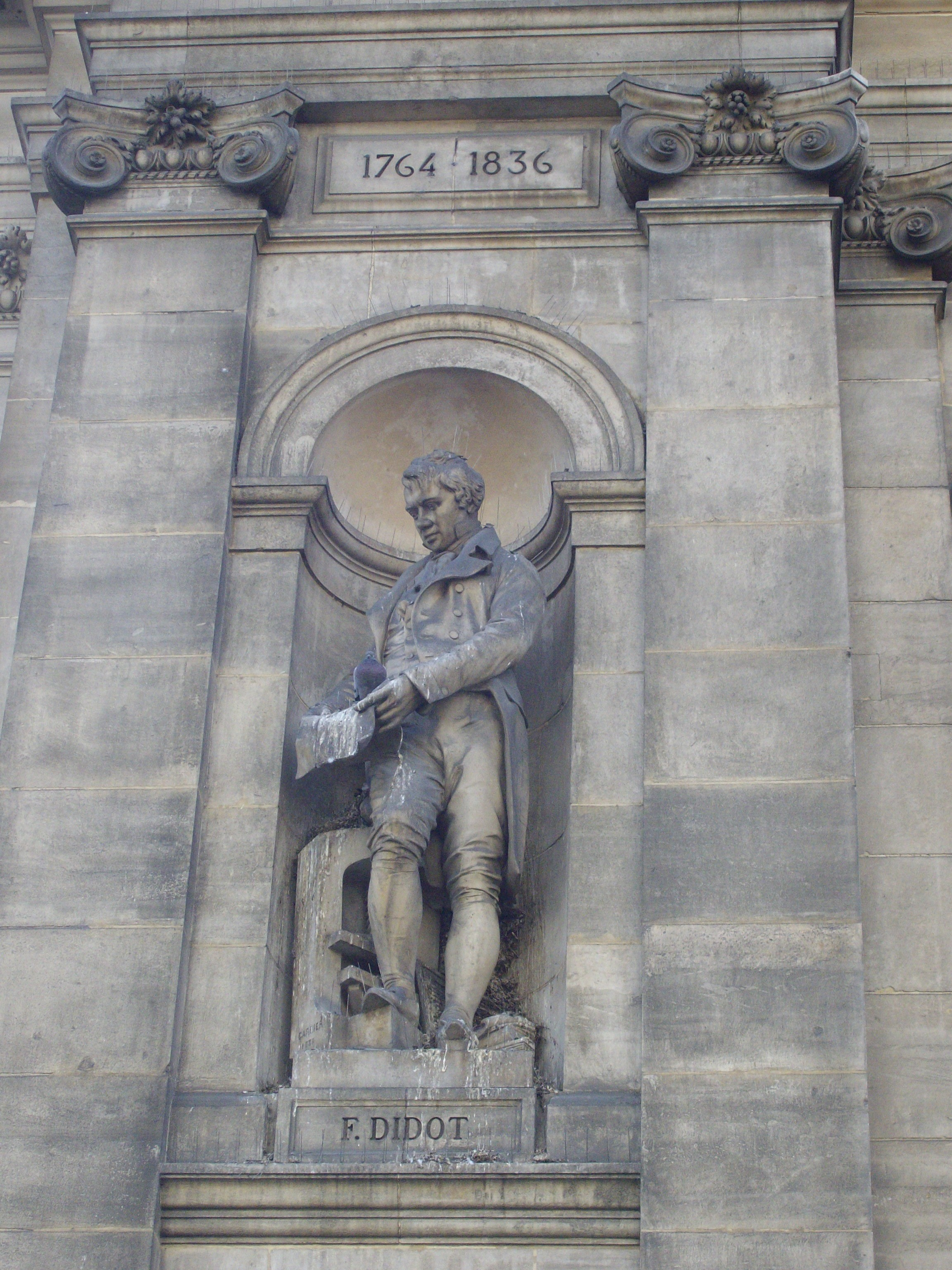
Firmin Didot szobra a párizsi városháza épületénél

### Firmin Didot
A két testvér közül Firmin Didot (1764–1836) volt a nagyobb nyomdászegyéniség, s mint nagy műveltségű ember, az egész Didot családnak is kiemelkedő tagja. Apjától a betűöntödét 1789-ben vette át, s ő szállította testvérének, Pierre-nek Louvre-kiadásaihoz a betűket. Ő adott végleges formát atyja antikvájának, s azt olyan művészi szintre emelte, hogy a Didot-antikva egy évszázadon át a legelterjedtebb és legkedveltebb nyomdai betű volt Európában. 1790-ben szerződést kötött Johann Friedrich Ungerrel, hogy súlyos pénzek fejében fraktúrafajtát tervezzen számára. A kísérlet – mint ahogy előre sejthető volt – balul sikerült. Didot finom érzékű művész lévén nem nyúlt erőszakos kézzel a fraktúrhoz – így az összképében harmóniátlan maradt, és senki sem fogadta el. Bár alkotójának kiléte homályos, egyesek Firmin Didot-nak tulajdonítják a vékony vonásokat alig tartalmazó, címek és kiemelések jelzésére különösen alkalmas egyptienne betűfajtát is.

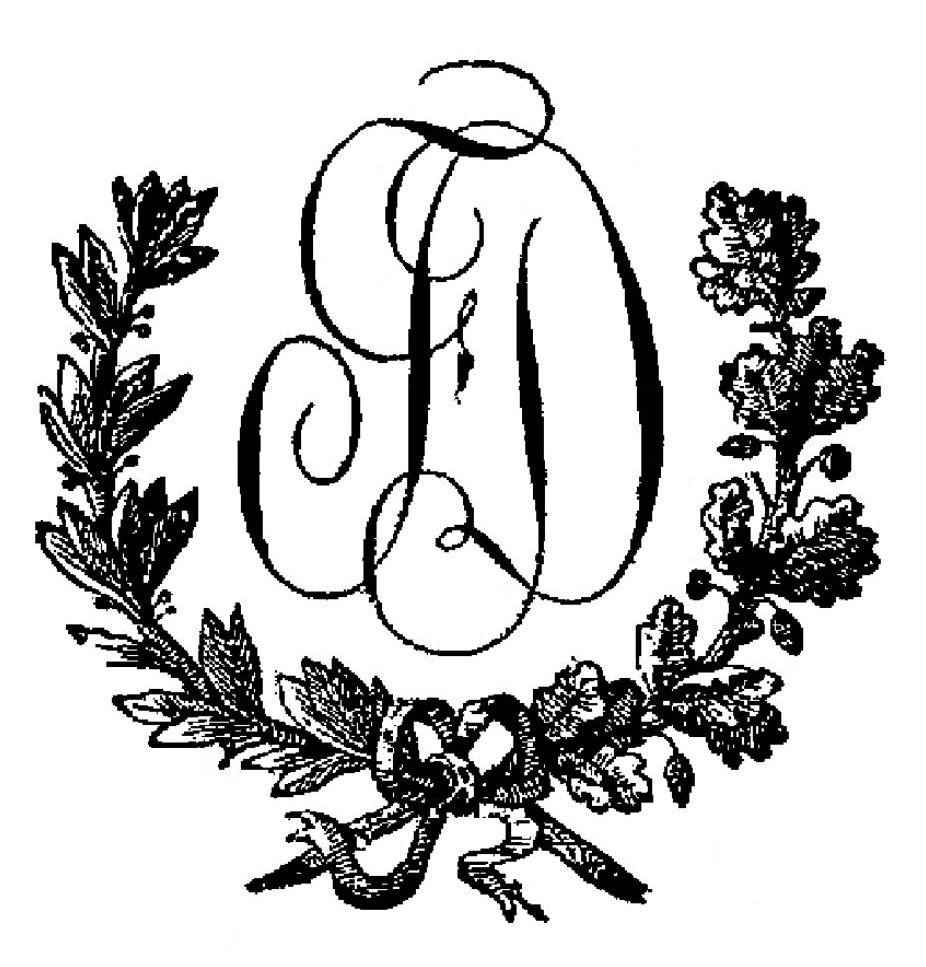
Firmin Didot nyomdászjelvénye

Firmin Didot a sztereotípiával is foglalkozott, maga a kifejezés is tőle származik, és az eljárást is ő szabadalmaztatta. Az új módszer segítségével alacsony áron tudott francia, olasz és angol klasszikusokat forgalomba hozni. Emellett díszkiadású könyveket is megjelentetett. Nyomdájában Franciaország minden neves embere megfordult, párizsi tartózkodásuk alatt pedig a külföldiek is gyakran éltek a lehetőséggel, hogy a világhírű nyomdát megismerjék.
Didot tehetségére még Napóleon is felfigyelt, s a Császári Nyomda (Imprimerie Impériale) betűöntödéjének vezetőjévé nevezte ki. Didot officinájából, a tipográfia művészetének iskolájából számos francia és külföldi nyomdász került ki. 1827-ben visszavonult a nyomda vezetésétől, s ezt követően életét a közéletnek és az irodalomnak szentelte, a vállalat irányítását pedig fiára bízta.

### Henri Didot
Henri Didot (1765–1852), Pierre-François Didot fia mint betűöntő és betűmetsző lett ismert. 66 éves korában egyfajta „mikroszkopikus”-nak nevezett kis formátumú betűt hozott létre, melyet La Rochefoucauld és Quintus Horatius Flaccus munkáinak kiadása során használt. A francia forradalom ideje alatt ő metszette a papírpénz dúcait.

### Saint-Léger Didot
Saint-Léger Didot (1767–1829), Pierre-François Didot másik fia vette át apja halála után az üzlet vezetését. Az essonnes-i papírgyár egyik szerény munkása, Louis Robert nevéhez fűződik a papírgyártás legnagyobb, igazán korszakalkotónak nevezhető találmánya. Louis rájött ugyanis arra, hogy a papírkészítés kézi fogásainak jelentős része mechanikai műveletekkel is helyettesíthető. 1799-ben szabadalmat vett egy hengereken mozgó végnélküli szita rendszerére, amely a papírgyártógép legjellemzőbb része. Robert ezt a szabadalmát 1800-ban eladta Saint-Légernek, aki Angliába távozva, több ügyes mechanikus segítségével végleg megalkotta az azután tovább tökéletesedő papírgyártógépek legelső változatát. Szintén Saint-Léger nevéhez fűződik a végnélküli papír feltalálása.

## Negyedik generáció

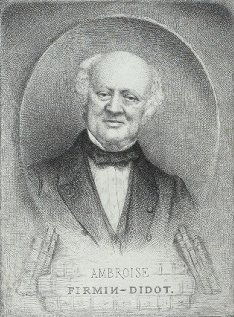
Ambroise-Firmin Didot

### Jules Didot
Jules Didot (1794–1871), Pierre Didot fia Bázelben lett nyomdász. Apjához hasonlóan Jules is számos díszkiadást jelentetett meg. 1825-ben nyomdáját Brüsszelbe költöztette, ahol királyi nyomdát alapított. Ezt azonban csakhamar eladta a belga kormánynak, s visszatért Párizsba, ahol új nyomdát rendezett be.

### Ambroise-Firmin Didot
A család párizsi nyomdáját Firmin Didot fiai, Ambroise-Firmin Didot és Hyacinthe-Firmin Didot vették át és közösen vezették. Mindketten kiválóan képzett nyomdászok voltak, s nyomdájuk számos jelentékeny kiadványt tett közzé. Ők adták ki a Francia Akadémia szótárát, az Encyclopédie moderne 39 kötetét, valamint az Univers pittoresque-t (67 kötet 4000 acélmetszettel). (A cég az ő vezetésükkel és utódaik alatt nagyipari vállalattá fejlődött, s Firmin Didot néven részvénytársaságként ma is működik; Firmin Didot leszármazottai ugyanis az iránta való tiszteletből családnevükhöz csatolták a Firmin keresztnevet).

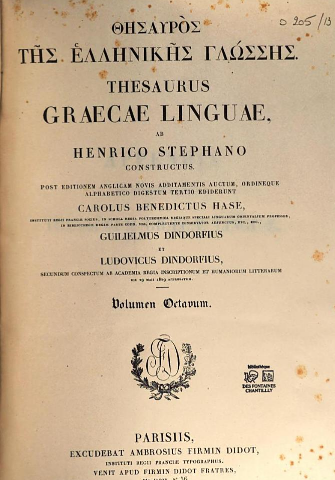
A Thesaurus Graecae Linguae címoldala

Ambroise-Firmin Didot (1790–1876), Firmin Didot fia kitűnő nevelésben részesült. Főként a görög nyelv és irodalom iránt mutatott érdeklődést. Beutazta Egyiptomot, Szíriát, Palesztinát, Kis-Ázsiát, majd egy ideig pedig a konstantinápolyi francia követség attaséja volt. Végül visszatért Párizsba és átvette apja nyomdáját. Ambroise-Firmin Didot maga is jelentős irodalmi működést fejtett ki. A Thesaurus Graecae Linguae szerkesztésében szellemi téren is részt vett, megírta keleti utazásának tapasztalatait, és számos nyomdászati szakkönyv is köthető a nevéhez. A Didot kiadóvállalat Ambroise-Firmin irányítása alatt világcéggé növekedett, neve Európán kívül más világrészekbe is eljutott. Ambroise-Firmin nagyarányú kiadói tevékenységével tehát magas színvonalra emelte a francia könyvkiadás minden ágát.

### Hyacinthe-Firmin Didot
Hyacinthe-Firmin Didot (1794–1880) testvérével, Ambroise-Firmin Didot-val együtt nagy jelentőségű könyveket adott ki, egyebek között a hieroglifák megfejtőjének, Champollionnak egyiptomi utazását, egyiptomi nyelvtanát és szótárát, továbbá szótárak egész sorát.